# 大梅爾希河
46°52′52″N 8°14′29″E / 46.88105°N 8.24146°E

大梅爾希河是瑞士的河流，位於該國中部，流經上瓦爾登州，屬於赫恩河的支流，河道全長18.5公里，流域面積72.6平方公里，最終注入薩爾嫩湖。